# أمجد عطا الله
أمجد عطا الله هو العضو المنتدب لمناظرات الدوحة، وهي سلسلة من النقاشات العالمية التي تركز على الحلول والتي تم إطلاقها في ديسمبر 2018. شغل سابقًا منصب مدير تنفيذي إخباري وناشط في مجال حقوق الإنسان وإنساني. 
حصل عطا الله، وهو من مواليد غاري بإنديانا، على درجة البكالوريوس والماجستير من جامعة فرجينيا ودرجة الدكتوراه في القانون من كلية الحقوق في واشنطن بالجامعة الأمريكية. هو عضو في نيويورك بار.
قبل انضمامه إلى مناظرات الدوحة، شغل عطا الله منصب رئيس تحرير قناة الجزيرة الأمريكية ورئيس مكتب الجزيرة الإنجليزية للأمريكتين، وكان أيضًا جزءًا من فريق إطلاق الجزيرة بلس. شغل عطا الله مناصب عليا مع قناة الجزيرة بين عامي 2011 و2017.من عام 2008 إلى عام 2011، عمل عط الله كمدير لفريق الشرق الأوسط في مؤسسة أمريكا الجديدة ومحرر مشارك لقناة الشرق الأوسط في مجلة فورين بوليسي.
في عام 1993، شارك في تأسيس منظمة المرأة من أجل المرأة عالميا، وهي منظمة إنسانية غير ربحية تساعد وتدعم النساء الناجيات من الحرب.